# 예불
예불(禮佛)은 여러 부처와 보살을 공경하는 의미로 올리는 의식이다. 원래는 절, 오체투지, 탑돌이 등의 여러 방법으로 행해졌지만, 현재는 예불이라고 하면 사찰에서 불상에게 예불문 등의 경전을 외우며 예경하는 의식이라는 말과 같은 의미로 쓰인다.
아침에 하는 예불인 아침예불과 저녁에 하는 예불인 저녁예불을 조석예불이라고 부르고, 사시(巳時 : 오전 9시30분∼11시30분)에 공양을 올리는 예불을 사시마지(巳時摩旨) 또는 사시공양이라고 한다. 사시예불은 보통 오전 10시에 시작한다.
예불의식 경전으로는 예불문, 이산혜연선사 발원문, 반야심경, 천수경, 정근, 금강경, 상단권공, 중단권공(신중청), 화엄경 약찬게 등이 있다.